# حصار باستون
حصار باستون (بالإنجليزية: Siege of Bastogne) هو اشتباكات وقعت في ديسمبر 1944 بين القوات الأمريكية والألمانية في بلدة باستون البلجيكية، وكانت جزءًا من معركة أكبر وهي معركة الثغرة. كان هدف الهجوم الألماني هو ميناء أنتويرب. بهدف الوصول إليه قبل أن يتمكن الحلفاء من إعادة التجمع وإحضار قوتهم الجوية المتفوقة، كان على القوات المدرعة الألمانية السيطرة على الطرق عبر شرق بلجيكا. ونظرًا لأن جميع الطرق الرئيسية السبعة في مرتفعات أردين ذات الغابات الكثيفة تتقارب في مدينة باستون -تُنطق Bastnach في الألمانية- على بعد بضعة أميال فقط من الحدود مع لوكسمبورغ المجاورة، كانت السيطرة على مفترق الطرق أمرًا حيويًا للهجوم الألماني. كان الحصار في الفترة من 20 إلى 27 ديسمبر، إلى أن جرى إنقاذ القوات الأمريكية المحاصرة من قِبل عناصر من الجيش الثالث للجنرال جورج باتون.

## خلفية
بعد الغزو الناجح لنورماندي وما تلاه من التحرك شرقاً عبر فرنسا، امتدت الخطوط الأمامية لجبهة الحلفاء من نايميخن في الشمال إلى سويسرا المحايدة في الجنوب. وجرى الاستيلاء على مدينة أنتويرب الساحلية المهمة أثناء التحرك، وبحلول فصل الشتاء، كان الحلفاء يسيطرون على الأراضي الألمانية بالقرب من مدينة آخن. وسرعان ما وضع أدولف هتلر خطة لمهاجمة خطوط الحلفاء في بلجيكا ولوكسمبورج. قام 25 فرقة بشن هجوم مفاجئ عبر آردِين، بهدف عبور نهر الميز (ويسمى Maas باللغة الألمانية والهولندية) واسترداد أنتويرب. على الرغم من المخاوف الكبيرة من كبار قادته، بما في ذلك جيرد فون روندستيدت وفالتر مودل، لم يتم تعديل الخطة وتم تعيين تاريخها ليكون في 16 ديسمبر 1944. وفي الوقت نفسه، اعتبر قادة الحلفاء منطقة آردين غير مناسبة لهجوم ألماني واسع النطاق، ويرجع ذلك أساسًا إلى مشاكل التضاريس. بالإضافة إلى ذلك، أشارت تقارير المخابرات إلى أن الفِرق الألمانية الوحيدة المتمركزة في المنطقة كانت مرهقة، وفي الأسابيع التي سبقت الهجوم، لم ير أي قائد للحلفاء سببًا للاعتقاد بأن هناك هجومًا وشيكًا. ومدينة باستون هي مدينة محورية كانت تسيطر على العديد من الطرق المهمة في المنطقة، وجرى الدفاع عنها بشكل رئيسي من قِبل فرقة المشاة الثامنة والعشرين، التي شهدت قتالًا مستمرًا من 22 يوليو إلى 19 نوفمبر، قبل تكليفها بهذه المنطقة الهادئة نسبيًا. اعتقد الحلفاء أن هناك فرقة مشاة واحدة فقط موجودة مقابل الفرقة 28 مشاة، واعتقدوا أن أي هجوم على هذا القطاع سيكون محدود النطاق. كانت الطرق السبع داخل وخارج باستون مهمة بالنسبة لحركة الدروع الألمانية، مما جعل احتفاظ الحلفاء بتلك الطرق أمرًا ضروريًا.
أعطى هاسو فون مانتيفيل -قيادة جيش بانزر الخامس- للقائد هاينريش فرايهر فون لوتويتز في فيلق بانزر السابع والأربعون مسؤولية الاستيلاء على باستون، قبل عبور Meuse بالقرب من نامور. خطط لوتويتز لمهاجمة جبهة طولها 7 ميل (11 كـم) بثلاث فرق، بحيث ستقود فرقة المشاة فولكسغرينادير 26 وفرقةالبانزر الثانية الهجوم، بنما فرقة بانزر ليهر إلى الخلف منهم. وأمام هذه القوة الكبيرة كان هناك كتيبتان من فوج المشاة 110 (تم حجز الثالثة كاحتياطي للفرقة)، مسؤولة عن 9 ميل (14 كـم) على طول نهر أور الذي يشكل الحدود بين ألمانيا ولكسمبورغ. تجمعت قوات الحلفاء في مجموعات صغيرة في القرى الرئيسية اللوكسمبرجية، مع أماكن على طول النهر بها جنود فقط خلال النهار. كانت القوات ضعيفة للغاية بحيث لا يمكنها الحفاظ على معركة متكافئة، وركزوا انتباههم على الطرق الأربعة التي تعبر نهر أور. وبسبب الأمطار الغزيرة التي سبقت الهجوم الألماني، كان هناك طريقًا واحدًا فقط في حالة جيدة بما يكفي لاستخدامه كنقطة عبور، وهو الطريق في أقصى الشمال، الذي يعبر أور في دسبورغ في طريقه إلى مدينة Clervaux اللوكسمبورجية (بالألمانية: Klerf، في اللوكسمبرجية: Klierf) وباستون. جرى تكليف فرقة البانزر الثانية لعبور النهر على طول هذا الطريق، في حين أن الفرقة 26 Volksgrenadier قد كُلفت ببناء جسر قرب Gemünd لعبورها. أدرك لوتويتز أهمية شبكة الطرق في باستون، فقد عرف أنه يجب الاستيلاء على المدينة قبل أن يتمكن فيلقه من المغامرة غربًا. لذلك أمر فرقة بانزر ليهر بالمضي قدمًا إلى باستون بمجرد عبور قواته الأخرى نهر كليرف في شمال لوكسمبورج.

## التفاصيل

### الهجوم
في مساء يوم 15 ديسمبر، أقامت فرقة فولكسجرينادير السادسة والعشرون خطًا استيطانيًا على الضفة الغربية لنهر أور، وهو ما فعلوه بشكل روتيني أثناء الليل. في الساعة 03:00، بدأ المهندسون بنقل الرجال والمعدات عبر النهر حيث بدأوا في التجميع عند نقطة المغادرة، بالقرب من الحاميات الأمريكية. في الساعة 05:30، بدأت المدفعية الألمانية في قصف المواقع الأمريكية، وقطع خطوط الهاتف، حيث بدأ المشاة في التقدم. هاجم الألمان بسرعة، وأصبح تقدمهم ممكنًا بسبب عددهم الهائل. في قرية Weiler اللوكسمبورجية، تمكنت مجموعة أمريكية، مدعومة ببعض قذائف الهاون وفصيلة من المدافع المضادة للدبابات، من الاستمرار حتى حلول الليل ضد الهجمات المتكررة من كتائب ألمانية متعددة. أكمل المهندسون الألمان الجسور فوق نهر أور قبل حلول الظلام، وبدأت الدروع بالتحرك إلى الأمام، مما زاد من التفوق العددي الواسع للألمان. لكن في النهاية، تأخر الألمان بشكل كبير بسبب المدافعين الأمريكيين، كانت خطتهم هي عبور نهر كليرف بحلول الليل في اليوم الأول لكنها تأخرت ثلاثة أيام.
في 19 ديسمبر، نُقل مركز قيادة الفرقة 28 من Wiltz إلى باستون. وفي Wiltz وضعت الفرقة مكانها الأخير. وصلت الكتيبة الثالثة من فوج المشاة 110 -مدعومة بالدروع والمدفعية- إلى المدينة حوالي ظهر ذلك اليوم. تمركزت كتيبة المهندسين الرابعة والأربعين شمال المدينة، لكن سرعان ما ضُغِط عليهم فتراجعوا إلى البلدة، وقاموا بتفجير جسر خلفهم. هذه القوة الصغيرة - التي لا يزيد عددها عن 500 - صمدت حتى المساء، وعندما أصبح موقفهم لا يمكن الدفاع عنه تمامًا انسحبوا إلى الغرب. ومع تدمير فوج المشاة 110 تمامًا كوحدة قتالية فعالة، أصبح الأمر متروكًا لبقية جيش الحلفاء للدفاع عن باستون.

### الاحتياطيات
على الرغم من وجود العديد من الإشارات الواضحة في الأسابيع التي سبقت الهجوم، فقد حقق هجوم آردين مفاجأة كاملة تقريبًا. وبنهاية اليوم الثاني من المعركة، أصبح من الواضح أن فرقة المشاة 28 كانت على وشك الانهيار. وللمساعدة في الدفاع عن باستون، أُعطي القائد تروي ميدلتون -القائد في الفيلق الثامن- القيادة القتالية للفرقة المدرعة العاشرة CCB. تتألف CCB من كتيبة الدبابات الثالثة، وكتيبة المشاة المدرعة 20، وكتيبة الدبابات 21 - C، وكتيبة المشاة المدرعة 54 - B ، وكتيبة C ، وكتيبة تدمير الدبابات 609، وكتيبة مدفعية الميدان المدرعة 419، وثلاث كتائب من قوات الدعم.
لم يكن الجنرال جورج باتون، قائد الجيش الثالث الأمريكي مرتاحًا بالتخلي عن وحدة CCB قبل أن يخطط لهجوم بالقرب من ماينيس، لكن الجنرال عمر برادلي، قائد مجموعة الجيش الثاني عشر، أمر الجنرال باتون بإطلاق الوحدة. في غضون ذلك، أمر الجنرال دوايت أيزنهاور، القائد الأعلى للحلفاء، بإرسال احتياطي SHAEF، المؤلف من الفرقة 82 المحمولة جواً، بقيادة اللواء جيمس جافين، والفرقة 101 المحمولة جواً، بقيادة العميد أنتوني ماك أوليف مؤقتاً في ريمس. كانت هذه القوات قوية وخدمت بامتياز منذ إنزال نورماندي وقد كانت تستريح وتعيد التجهيز بعد شهرين من القتال في هولندا بعد عملية ماركت جاردن. تم تنبيه كلا الفرقتين مساء يوم 17 ديسمبر، ولم يتم تخصيص وسائل النقل تلقائيًا لاستخدامها، وجرى البدء في ترتيب الشاحنات للتحرك إلى الأمام. ولأن الفرقة 82 كانت في الاحتياطي لمدة أطول وبالتالي فإن تجهيزها أفضل، فقد تحركت أولا. غادرت الفرقة 101 معسكر مورميلون بعد ظهر يوم 18 ديسمبر، مع ترتيب المدفعية وفوج المظلات 501 (PIR) وفوج المظلات 506 PIR وكذلك فوج المظلات 502 PIR وفوج 327 Glider للمشاة (GIR). تم تنفيذ تحرك معظم القافلة ليلاً وكانت حالة الجو سيئة وسط الرذاذ والثلج، باستخدام أضواء المصابيح الأمامية headlights على الرغم خطر شن هجوم جوي وذلك لتسريع التحرك، وفي مرحلة ما امتدت القوات من Bouillon في بلجيكا إلى Reims بمسافة قدرها 120 كيلومتر (75 ميل).
كان من المفترض أن تذهب الفرقة 101 المحمولة جوا إلى Werbomont على الناحية الشمالية ولكن تم إعادة توجيهها إلى باستون، التي تقع على بعد 107 ميل (172 كـم) على هضبة عالية بارتفاع 1,463 قدم (446 م)، في حين أن الفرقة 82 المحمولة جوا قد ذهبت إلى Werbomont، لأنها كانت قادرة على المغادرة في وقت أقرب، لمنع تقدم قوات يواخييم بيبر ("Combat Group Peiper"). صدر الأمر للـ كتيبة 705 مدمرة الدبابات - التي كانت في الاحتياطي على مسافة 60 ميل (97 كـم) إلى الشمال - بالتحرك إلى باستون لتقديم دعم مضاد للدبابات للفرقة 101 في 18 ديسمبر، وقد وصلت في وقت متأخر مساء اليوم التالي. دخلت العناصر الأولى من الفوج PIR 501 منطقة تجميع الفرق على مسافة 4 ميل (6.4 كـم) إلى الغرب من باستون بعد منتصف ليل 19 ديسمبر بوقت قصير، وبحلول الساعة 09:00 وصلت الفرقة بأكملها.
أرسل القائد أنتوني ماك أوليف الفوج 501 PIR إلى الجنوب الشرقي عبر باستون في 06:00 لتطوير الوضع. وبحلول الساعة 09:00، كان قد تقدم وانتشر على جانبي الطريق السريع إلى Magéret وLongvilly، حيث كانت فرقة Panzer-Lehr (شعبة التدريب المدرعة) تعمل طوال اليوم لتدمير الفرق القتالية للدروع والمشاة المخصصة لإبطاء التقدم الألماني. وتبع الفوج 506 بعد ذلك بوقت قصير، وتم إرسال كتيبة 1 إلى نوفيل لتعزيز فريق الرائد Desobry من الفرقة العاشرة المدرعة CCB بينما أمرت الكتائب الأخرى للعمل كاحتياطي شمال باستون. سار الفوج PIR 502 باتجاه الشمال والشمال الغربي لإنشاء خط شرقًا إلى Recogne، في حين قام الفوج GIR 327 الذي وصل حديثًا بحماية منطقة خدمة الفرقة جنوب غرب باستون لحين كشف النوايا الألمانية.

### القتال الأولي في نوفيل
في 19-20 ديسمبر، أُمرت الكتيبة الأولى PIR 506 بدعم فريق Desobry، وهي مجموعة مشاة من الفرقة المدرعة العاشرة المخصصة للدفاع عن نوفيل، تقع شمال شرق كل من فوي وباستون على بُعد 4.36 ميل (7.02 كـم) فقط. وبمساعدة أربعة فقط  من مدمرات الدبابات M18 من الكتيبة المدمرة للدبابات 705، هاجم المظليون وحدات من فرقة بانزر الثانية، التي كانت مهمتها المضي قدمًا بالطرق الفرعية عبر Monaville (شمال غرب باستون) للاستيلاء على الطريق السريع الرئيسي والتحكم فيه، من بين أهداف أخرى. وخوفًا من التهديد الذي يتعرض له الجناح الأيسر في باستون، نظمت هجومًا مشتركًا كبيرًا للاستيلاء على نوفيل. تعد رحلة فريق Desobry السريعة عبر الطريق السريع للوصول إلى موقع الحظر أحد الحالات القليلة الموثقة كانت فيها السرعة القصوى لـ M18 Hellcat هي (55 ميل في الساعة (89 كم/س)، تم استخدامها بالفعل للتفوق على قوة العدو.
دمر هجوم الكتيبة الأولى ومدمرة الدبابات M18 Hellcat من الكتيبة 705 TD ما لا يقل عن 30 دبابة ألمانية وأوقعت 500-1000 ضحية في القوات المهاجمة، مما يجعل الهجوم فاشلًا. أُمرت الكتيبة الثالثة بالتحرك إلى الأمام من موقع احتياطي شمال باستون لتخفيف الضغط على الكتيبة الأولى من خلال احتلال موقع داعم في فوي إلى الجنوب.
الخسائر الفادحة التي ألحقها مدمرو الدبابات  خدعت القائد الألماني ودفعته للاعتقاد بأن هناك قوة أقوى بكثير في تلك القرية، وارتكب خطأ استراتيجيًا أثناء السعي للحصول على ميزة تكتيكية - مما أدى إلى تأخير التقدم الألماني بشكل كبير وتمهيد الطريق لحصار باستون إلى الجنوب فقط. أعطى هذا التأخير أيضًا للفرقة 101 المحمولة جوا الوقت الكافي لتنظيم الدفاعات حول باستون. وبعد يومين استمرت فرقة بانزر الثانية في مهمتها الأصلية إلى نهر ميوز. ونتيجة لتورطها في باستون، وفشلها في طرد القوات المحمولة جوا، نفد الوقود في Celles، حيث تم تدميره من قبل الفرقة المدرعة الأمريكية الثانية واللواء المدرع 29 البريطاني.
وفي الوقت الذي انسحبت فيه الكتيبة الأولى من نوفيل في 20 ديسمبر، تم السيطرة على قرية فوي في منتصف الطريق إلى مركز باستون من الكتيبة الثالثة بهجوم منفصل، مما أجبر الكتيبة الأولى على القتال في طريقها عبر فوي. في الوقت الذي وصلت فيه الكتيبة الأولى إلى الخطوط الأمريكية الآمنة، كانت قد فقدت 13 ضابطًا و199 من المجندين، من حوالي 600 جنديًا، وتم جعلها فرقة احتياطية. خسر فريق Desobry ربع قواته وبقي أربع دبابات متوسطة فقط عندما مر عبر خطوط الكتيبة الثالثة.

## المعركة

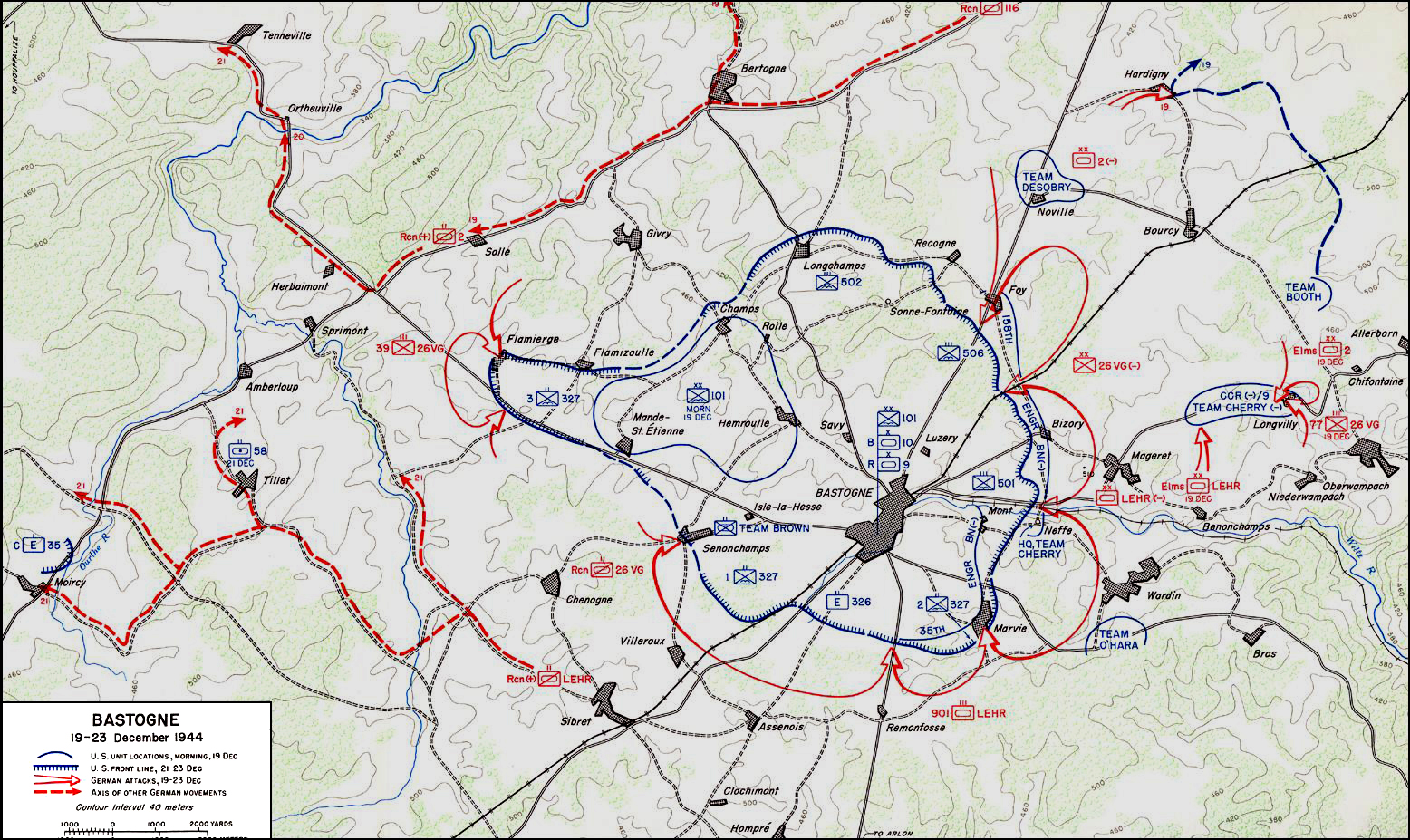
23-19 ديسمبر 1944

شكلت الفرقة 101 المحمولة جوا محيطا شاملا باستخدام PIR 502 على الناحية الشمالية الغربية لمنع فولكسغرينادير 26، وكذلك 506 PIR لمنع الدخول من نوفيل، واستخدم فوج 501 PIR للدفاع عن الجانب الشرقي، وانتشر الفوج 327 GIR من Marvie في الجنوب الشرقي إلى Champs في الغرب على طول المحيط الجنوبي، مدعومًا بوحدات هندسية والمدفعية لسد الفجوات في الخط. وقد تم مداهمة منطقة خدمة الفرقة إلى الغرب من باستون في الليلة الأولى، مما تسبب في فقدان المجموعة الطبية بالكامل تقريبًا، وتم استخدام العديد من قوات الخدمة كمشاة لتعزيز الخطوط الرفيعة. ضعفت CCB من الفرقة المدرعة العاشرة بشدة بسبب الخسائر التي لحقت بفريق Desobry، فريق Cherry، وفريق O'Hara في تأخير الألمان، شَكَّل «لواء نار» متنقلًا من 40 دبابة خفيفة ومتوسطة (يتضمن الناجين من فرقة CCR 9 وثماني دبابات بديلة تم العثور عليها في باستون).
تمت قيادة ثلاث كتائب مدفعية وشكلت مجموعة مدفعية مؤقتة. كان لكل منهم اثني عشر من مدافع الهاوتزر 155 مليمتر (6.1 بوصة)، مما زود الفرقة بقوة نارية ثقيلة في جميع الاتجاهات، محددوة بإمدادات الذخيرة. قام العقيد روبرتس، الذي كان يقود CCB، أيضًا بتجميع أكثر من 600 من المعزولين من هزيمة الفيلق الثامن وشَكَّل فريق SNAFU كقوة توقف إضافية.

استخدمت العديد من بنادق المدفعية في إطلاق نار مباشر ضد دروع العدو، واستُخدِم أكثر من 2000 طلقة لهذا الغرض في 20 ديسمبر. كما نُقِلت البطاريات المضادة للطائرات التابعة للفرقة إلى الخطوط الأمامية لإطلاق النار على دروع العدو لدعم مدافعها المضادة للدبابات مقاس 57 ملم.
 نتيجة للدفاع الأمريكي القوي في الشمال والشرق، قرر قائد الفيلق السابع والأربعون الجنرال فون لوتفيتز تطويق باستون والضرب من الجنوب والجنوب الغربي، بدءًا من ليلة 20/21 ديسمبر. حققت وحدات استطلاع بانزر الألمانية نجاحًا مبدئيًا، حيث تغلبت تقريبًا على مواقع المدفعية الأمريكية جنوب غرب باستون قبل أن يتم إيقافها بواسطة قوة مؤقتة. تم قطع جميع الطرق السريعة السبعة المؤدية إلى باستون من قِبل القوات الألمانية في يوم 21 ديسمبر ظهرًا، وبحلول الليل، تم اعتبار قوات المشاة المحمولة جوا والمدرعة بأنها محاصرة.
كان عدد الجنود الأمريكيين أقل بنسبة حوالي 5-1 وكانوا يفتقرون إلى معدات الطقس البارد والذخيرة والمواد الغذائية والإمدادات الطبية والقيادة العليا (مثل العديد من كبار الضباط، بما في ذلك قائد الفرقة 101 - اللواء ماكسويل تايلور - حيث كان في مكان آخر). ونظرًا لسوء طقس الشتاء، لم يكن من الممكن إعادة تزويد القوات الأمريكية المُحاصرة عن طريق الجو، ولم يكن الدعم الجوي التكتيكي متاحًا بسبب الطقس الغائم.
ومع ذلك، واصلت فرقتي بانزر التابعتان لفيلق بانزر XLVII - حركتهم لعزل باستون، وواصلتا مهمتهما تجاه Meuse في 22 ديسمبر، بدلاً من مهاجمة باستون بقوة واحدة كبيرة. وتركوا فوجًا واحدًا فقط لمساعدة فرقة Volksgrenadier السادسة والعشرون في الاستيلاء على مفترق الطرق. قام فريق بانزر XLVII بفحص نقاط مختلفة من المحيط الدفاعي الجنوبي والغربي في القيادة، حيث تم الدفاع عن باستون بواسطة فوج واحد محمول جوا ووحدات دعم كمشاة. وقد أدى ذلك إلى الاستفادة الأمريكية من الخطوط الداخلية؛ كان المدافعون قادرين على تحويل نيران المدفعية وتحريك قواتهم المدرعة المخصصة لمواجهة كل هجوم متتالي.

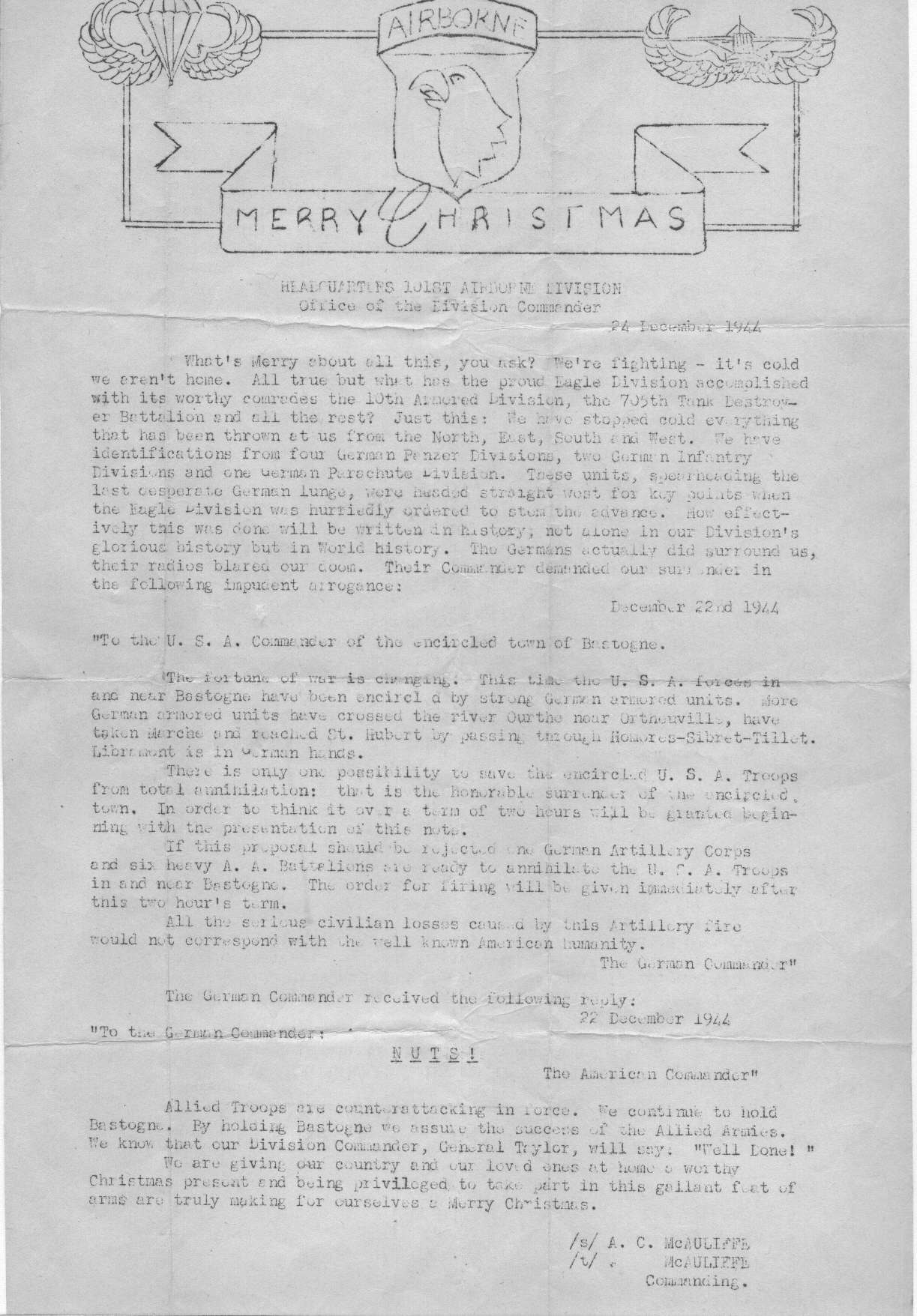
رسالة من الجنرال مك أوليف في يوم عيد الميلاد إلى القوات المحمولة جوا 101 التي تدافع عن باستون، تحتوي على تقرير عن الرد الشهير المكون من كلمة واحدة على الألمان: NUTS!.

في 22 ديسمبر طالب الجنرال فون لوتفيتز نظيره الأمريكي الذي يقود القوات الأمريكية في باستون، العميد أنتوني ماك أوليف بالاستسلام، وكتب إليه:
إلى القائد الأمريكي لمدينة باستون المحاصرة.
إن حالة الحرب تتغير. هذه المرة تم تطويق القوات الأمريكية التي في باستون والتي بالقرب منها بواسطة وحدات مدرعة ألمانية قوية. هناك المزيد من الوحدات المدرعة الألمانية عبرت نهر أور بالقرب من Ortheuville، واستولت على Marche ووصلت إلى سانت هوبرت بالمرور عبر Hompre-Sibret-Tillet. والآن فإن Libramont في أيدي الألمان.
هناك إمكانية واحدة فقط لإنقاذ القوات الأمريكية المحاصرة من الإبادة الكاملة: وهي الاستسلام المشرّف للبلدة المحاصرة. يمكنك التفكير في الأمر خلال ساعتين من تقديم هذه المذكرة.
إذا رفضت هذا الاقتراح، فإن كتيبة المدفعية الألمانية وستة كتائب بطاريات ثقيلة على استعداد لإبادة القوات الأمريكية الموجودة في باستون وبالقرب منها. سيتم إعطاء أمر إطلاق النار مباشرة بعد ساعتين.
جميع الخسائر المدنية الخطيرة الناجمة عن نيران المدفعية لن تتوافق مع الإنسانية الأمريكية المعروفة.
القائد الألماني.

بعد ذلك بوقت قصير، أرسل ماك أوليف الرسالة التالية إلى فون لوتفيتز استجابة للطلب الألماني: 
 إلى القائد الألماني.

 NUTS!

 القائد الأمريكي 
 وقد فسّرها قائد الفوج 327 GIR إلى الجانب الألماني بـ «اذهب إلى الجحيم!».
على الرغم من الرد الأمريكي المتحدي على طلب الاستسلام، تلقت VG 26 فوجًا واحدًا من بانزرجرينادير من فرقة بانزرجرينادير الخامسة عشر في ليلة عيد الميلاد لهجومها الرئيسي في اليوم التالي. في تلك الليلة، حوالي الساعة 7:00 مساء، هاجمت قوات قاذفة القنابل Luftwaffe باستون، مما أسفر عن مقتل 21 في محطة دعم. ونظرًا لافتقارها إلى القوات الكافية وأن قوات الفرقة 26 VG كانت على وشك النفاد، فقد ركز فيلق بانزر XLVII هجومه على عدة مواقع فردية على الجانب الغربي من المحيط واحدًا تلو الآخر بدلاً من شن هجوم واحد متزامن على جميع الجوانب. كان الهجوم بقيادة 18 دبابة وكتيبة مشاة، فاخترق خطوط الكتيبة الثالثة 327 (رسميًا، الكتيبة الأولى، 401st Glider Infantry)، وواصل متقدمًا حتى مركز قيادة الكتيبة في Hemroulle.
ومع ذلك ، احتفظت قوات 327 بمواقفها الأصلية وصدت هجمات المشاة التي أعقبت ذلك، وأسرت 92 ألمانيًا. انقسمت الدبابات التي حققت الاختراق إلى عمودين، أحدهما يحاول الوصول إلى Champs من الخلف، وتم تدميره من قِبل مجموعتين من الكتيبة الأولى 502 PIR بقيادة المقدم باتريك كاسيدي وأربعة مدمرات للدبابات من كتيبة مدمرة الدبابات 705.
كانت سيطرة الحلفاء على باستون عقبة رئيسية أمام تقدم المدرعات الألمانية، وتعززت معنويات قوات الحلفاء في أماكن أخرى على الجبهة الغربية بسبب أنباء الدفاع العنيد للمدينة المحاصرة.

### الكتيبة المدفعية الميدانية 333 - الكتيبة السوداء
كانت الكتيبة 333 في الحرب العالمية الثانية، هي وحدة قتالية أمريكية تتكون بالكامل من جنود أمريكيين من أصل أفريقي، بقيادة ضباط أبيض. في بداية معركة الثغرة، تم إرفاق 333 إلى فرقة المشاة 106. وقبل الهجوم الألماني، تم تكليف الفرقة 106 بتحمل 26 ميلاً (41.8 كيلومترًا) من الجبهة، على الرغم من أن دليل الجيش الميداني يشير إلى أن فرقة مشاة واحدة لا يمكنها استيعاب أكثر من 5 أميال (8 كيلومترات) من الجبهة. ونتيجة لذلك، في الأيام الأولى من الهجوم، تم استبعاد اثنين من الأفواج الثلاثة الممتدة من الفرقة من قِبل الجيش الألماني، مما أسفر عن أسر 6000. تأثرت الـ333 بشدة، وفقدت ما يقرب من 50 ٪ من جنودها بما في ذلك ضابطها. تم عزل أحد عشر من جنودها عن بقية الوحدة وحاولوا الفرار من الأسر على يد القوات الألمانية، لكنهم قُتلوا على يد فافن إس إس Waffen SS. تراجعت بقايا الكتيبة إلى باستون حيث التحقت بالفرقة 101. تم إرفاق بقايا الـ 333 إلى وحدتها الشقيقة الكتيبة 969. تم إعطاء بقايا 333 البنادق وتعيينهم للدفاع عن المدينة. على الرغم من قلة الإمدادات من الطعام والذخيرة، وكونها محدودة بـ 10 قذائف مدفعية فقط في اليوم، إلا أن الـ333 قد قاتلوا بعناد، وتمسكوا بنجاح بقطاعهم على الرغم من الهجمات الألمانية المتكررة. وقد حصل أفراد الـ 333 على وسام الوحدة الرئاسية تقديرًا لبطولتهم.

### كسر الحصار
نجحت عناصر من الجيش الثالث للجنرال جورج باتون  في الوصول إلى باستون من الجنوب الغربي، ووصلت من اتجاه أسينويس. وصل رأس الحربة إلى خطوط المهندسين 326 في اليوم التالي لهجوم عيد الميلاد في حوالي الساعة 16:50. تم استعادة الاتصالات الأرضية للفرقة 101 مع وحدة الإمداد الأمريكية في 27 ديسمبر، وتم إجلاء الجرحى إلى الخلف. وصل الجنرال تايلور إلى باستون مع الفرقة المدرعة الرابعة واستأنف القيادة.
مع كسر الحصار، توقع رجال الفرقة 101 شيء من الراحة، لكنهم أُعطوا أوامر باستئناف الهجوم. فهاجم الفوج 506 الشمال واستعاد Recogne في 9 يناير 1945، كما استعاد Bois des Corbeaux، على يمين مجموعة Easy في 10 يناير، واستعاد فوي في 13 يناير. هاجمت قوات 327 باتجاه بورسي، شمال شرق باستون، في 13 يناير وواجهت مقاومة عنيدة. واجهت الفرقة 101 المحمولة جوا جنبا إلى جنب مع قوات من الجيش الثالث قوات النخبة من الجيش الألماني التي تضمنت عناصر من فرقة SS Panzer الأولى Leibstandarte SS Adolf Hitler وكذلك Führerbegleitbrigade وفرقة بانزر إس إس 12 Hitlerjugend وفرقة بانزر إس إس 9 Hohenstaufen. واستعاد فوج 506 نوفيل في 15 يناير وRachamps في اليوم التالي. عززت قوات فوج 502 قوات فوج 327، واستولى الفوجان على بورسي في 17 يناير، مما دفع الألمان إلى العودة إلى نقطة تقدمهم في اليوم الذي وصلت فيه الفرقة إلى باستون. في اليوم التالي تم رفع الحصار عن الفرقة 101.

## ما بعد ذلك
كانت خسائر الفرقة 101في الفترة من 19 ديسمبر 1944 إلى 6 يناير 1945 هي 341 قتيلًا و1,691 جريحًا و516 مفقودًا. تم تسمية العديد من الأفواج داخل 101 باسم " The Battered Bastards of Bastogne "، بسبب دورهم في السيطرة على تلك البلدة المهمة على مفترق الطرق خلال معركة الثغرة.
تكبدت فرقة CCB التابعة للفرقة المدرعة العاشرة حوالي 500 ضحية.
تم تكريم أوغستا تشيوي، وهي ممرضة أدارت المساعدة للجرحى خلال الحصار، حيث نالت الجائزة المدنية للخدمة الإنسانية من قِبل السفير في بلجيكا هوارد غوتمان في ديسمبر 2011.
تم منح قيادة الفرقة 101 وسامًا رئاسيًا (PUC) لدورها في الدفاع عن باستون. أيضا ، تم منح الفرقة وسام Croix de Guerre البلجيكي، وذُكرذلك في ترتيب يوم الجيش البلجيكي للعمل في باستون.

## معرض الصور

خريطة تحركات القوات خلال معركة الثغرة. باستون بالقرب من الوسط.
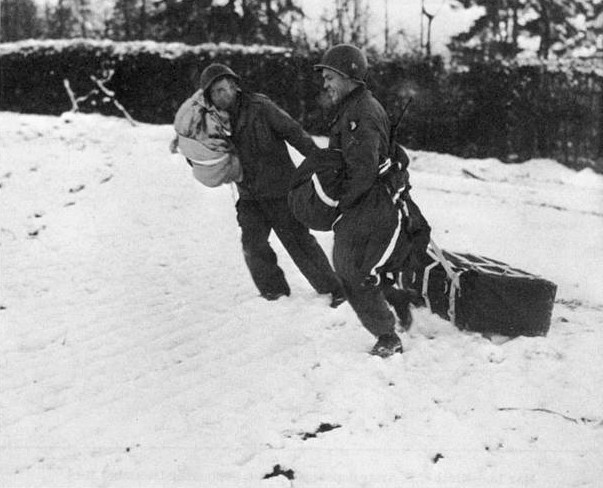
القوات 101 المحمولة جوا تلتقط الإمدادات التي تم إسقاطها جوا خلال الحصار.
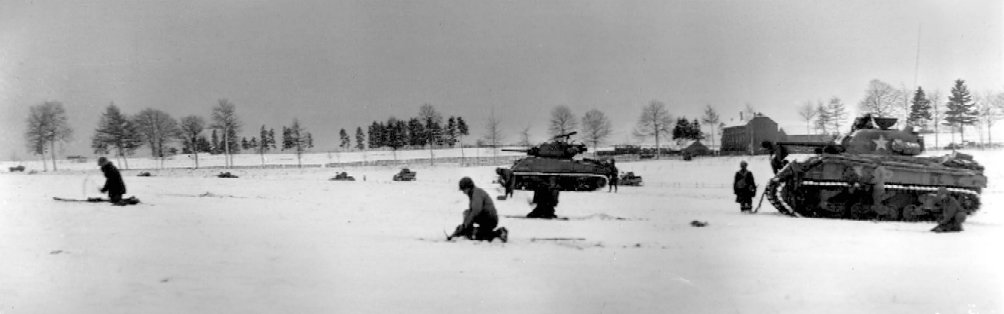
جنود المشاة المدرعة 44 والدبابات المدرعة السادسة  [لغات أخرى]‏ بالقرب من باستون ، 31 ديسمبر 1944
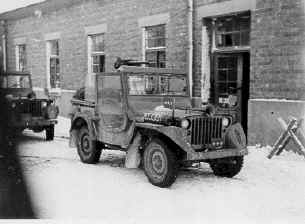
جيب الجنرال جورج باتون في باستون ، 1 يناير 1945.
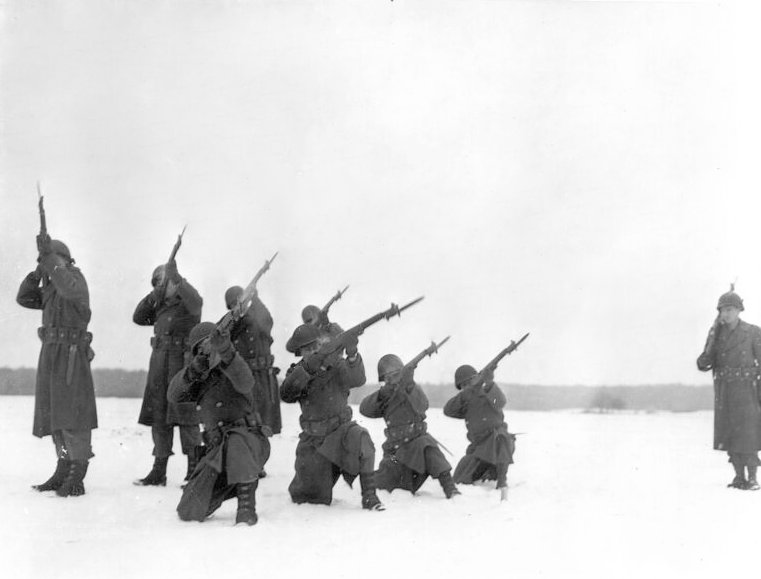
أعضاء كتيبة المهندسون C 9، يقيمون مراسم تأبين للقتلى خلال الحصار ، 22 يناير 1945.
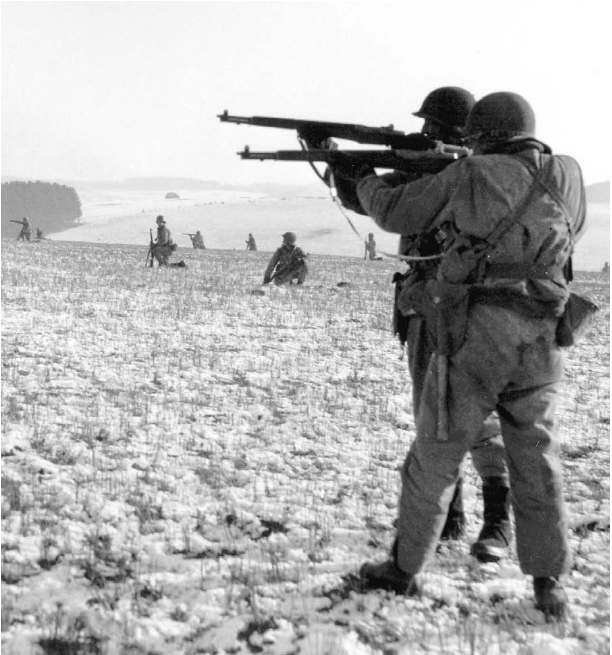
مشاة قوة إغاثة بالقرب من باستون ، ديسمبر 1944.
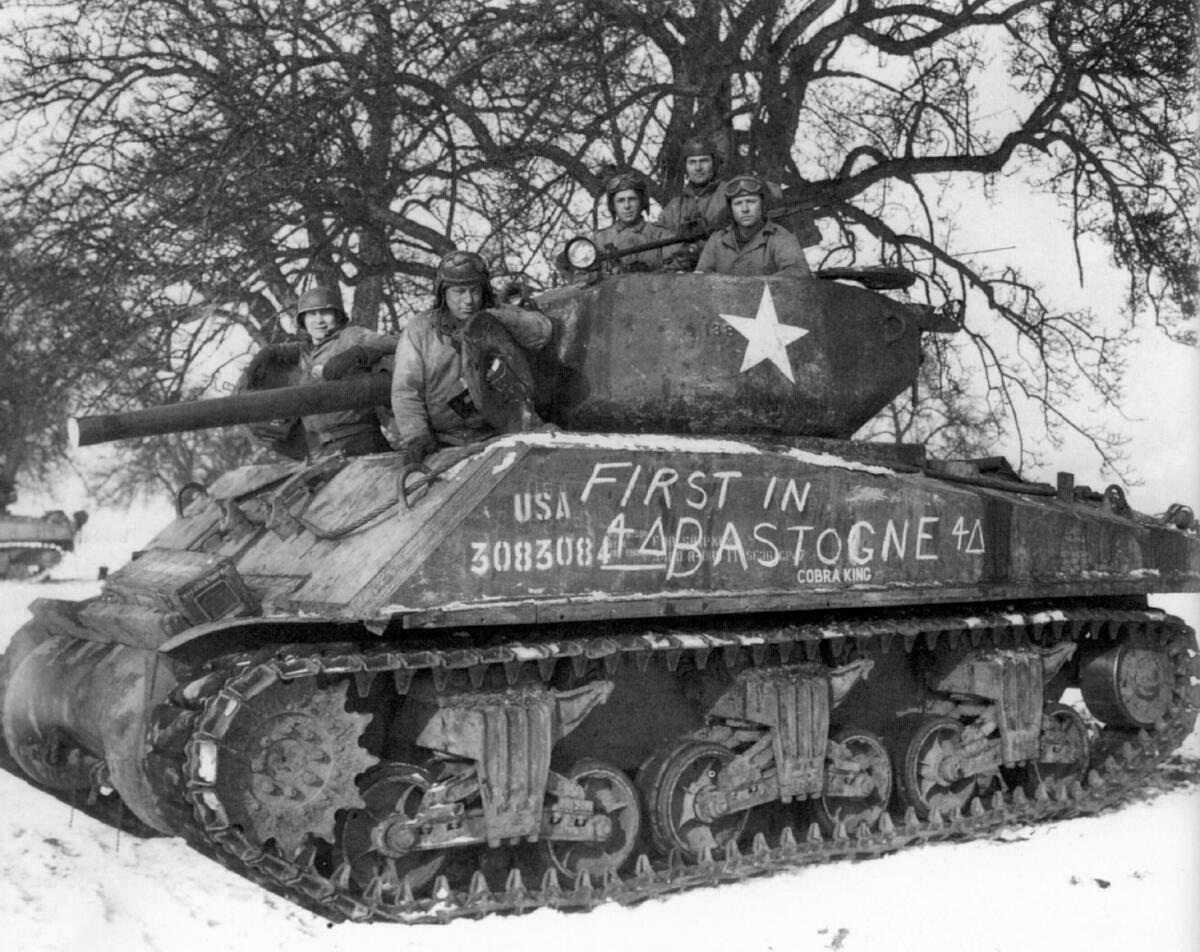
طاقم كوبرا كينغ في صورة احتفالية
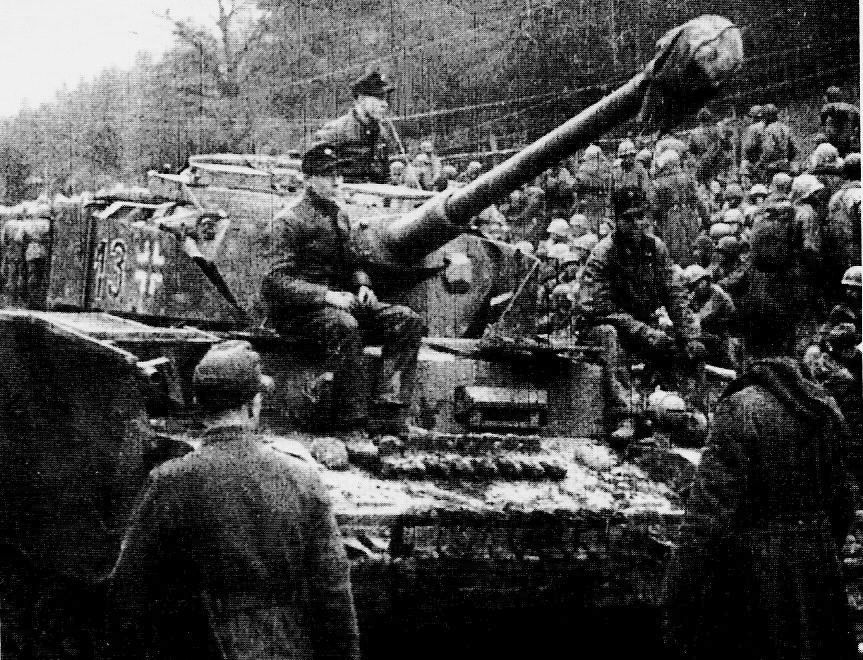
A Panzer IV H من Kampgruppe Peiper من فرقة SS Panzer الأولى Leibstandarte SS Adolf Hitler. خاضت الفرقة 101 المحمولة جوا فرقة النخبة فافن إس إس عندما هاجمت الفرقة 101 تجاه بورسي ، شمال شرق باستون ، في 13 يناير 1945.

## روابط خارجية
- ملخص المعركة
- معركة الثغرة - ثروات الحرب نسخة محفوظة 28 سبتمبر 2013 على موقع واي باك مشين.
- معركة الثغرة - الفرقة المدرعة الرابعة تساعد في إنهاء حصار باستون
- معركة باستون على موقع يوتيوب
- الخريطة: الجبهة الغربية - 3 يناير 1945
- "The Ardennes Offensive: Air resupply by paradrops and gliders (23–27 Dec. 1944)". National WWII Glider Pilots Association, Inc. مؤرشف من الأصل في 2019-06-18.